# Trzydnik Duży (gmina)
Trzydnik Duży (hist. gmina Olbięcin; do 1954 gmina Trzydnik) – gmina wiejska w województwie lubelskim, w powiecie kraśnickim. W latach 1975–1998 gmina położona była w województwie tarnobrzeskim.
Siedziba gminy to Trzydnik Duży.
Według danych z 31 grudnia 2020 gminę zamieszkiwało 6390 osób.

## Struktura powierzchni
Według danych z roku 2002 gmina Trzydnik Duży ma obszar 104,73 km², w tym:
- użytki rolne: 87%
- użytki leśne: 7%

Gmina stanowi 10,42% powierzchni powiatu.

## Demografia

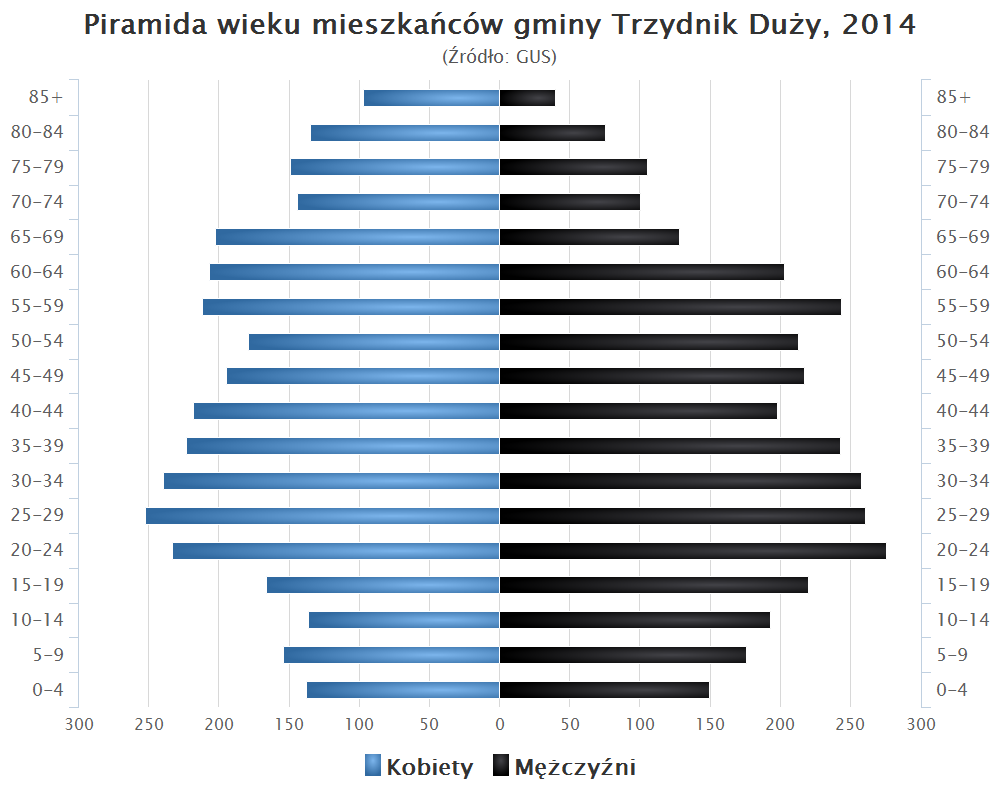
Piramida wieku mieszkańców gminy Trzydnik Duży w 2014 roku

Dane z 31 grudnia 2020:
| Opis                              | Ogółem | Ogółem | Kobiety | Kobiety | Mężczyźni | Mężczyźni |
| --------------------------------- | ------ | ------ | ------- | ------- | --------- | --------- |
| jednostka                         | osób   | %      | osób    | %       | osób      | %         |
| populacja                         | 6390   | 100    | 3179    | 49,7    | 3211      | 50,3      |
| gęstość zaludnienia (mieszk./km²) | 61,0   | 61,0   | 30,4    | 30,4    | 30,7      | 30,7      |

## Sołectwa
Agatówka, Budki, Dąbrowa, Dębowiec, Liśnik Mały, Łychów Gościeradowski, Łychów Szlachecki, Olbięcin, Owczarnia, Rzeczyca Księża, Rzeczyca Ziemiańska, Rzeczyca Ziemiańska-Kolonia, Trzydnik Duży, Trzydnik Duży-Kolonia, Trzydnik Mały, Wola Trzydnicka, Węglin, Węglinek, Wola Trzydnicka, Wólka Olbięcka, Zielonka.

## Pozostałe miejscowości
Baranów, Dąbrowa-Choiny, Dąbrowa-Kolonia, Dębiszczyzna.

## Sąsiednie gminy
Dzierzkowice, Gościeradów, Kraśnik, Potok Wielki, Szastarka, Zaklików